# Campionat del Món de Clubs de futbol 2018
La Copa Mundial de Clubs de la FIFA 2018, oficialment coneguda com a FIFA Club World Cup UAE 2018 presented by Alibaba I-Acte per motius de patrocini, fou la quinzena edició del torneig de futbol més important a nivell de clubs del món. L'esdeveniment es va disputar als Emirats Àrabs Units pels campions de les diferents confederacions més el campió local, per ser el país organitzador.

## Seus
El procés d'aplicació per a les seus de 2017 i 2018, així com per a les edicions de 2015 i 2016, és a dir dues seus diferents cada dos anys, va començar al febrer de 2014. Les associacions membre interessades a organitzar el torneig van haver de presentar una declaració d'interès el 30 de març de 2014 i proporcionar el conjunt complet de documents de licitació el 25 d'agost de 2014. El Comitè Executiu de FIFA va ser a seleccionar les seus en la reunió al Marroc al desembre de 2014, però la decisió final va ser postergada fins a les reunions del comitè executiu de FIFA del 19 i 20 de març.
Els següents països van expressar un interès de proposar-se com a seus del torneig:
- Brasil
- Índia[8]
- Japó
- Emirats Àrabs Units

Unió dels Emirats Àrabs va ser oficialment anunciat com a seu dels tornejos de 2017 i 2018 el 21 de març de 2015.

## Clubs classificats
Els equips participants es van anar classificant al llarg de l'any 2018 a través de les majors competicions continentals:
| Equip                        | Confederació            | Via de classificació                                | Participacions (en negreta, si en va ser campió) |                         |
| Entren a les semifinals      | Entren a les semifinals | Entren a les semifinals                             | Entren a les semifinals                          | Entren a les semifinals |
| ---------------------------- | ----------------------- | --------------------------------------------------- | ------------------------------------------------ | ----------------------- |
| River Plate                  | CONMEBOL                | Campió de la Copa Libertadores (2018)               | 2a (Prèvia: 2015)                                |                         |
| Reial MadridVigent campió    | UEFA                    | Campió de la Lliga de Campions de la UEFA (2017-18) | 5a (Prèvies: 2000, 2014, 2016, 2017)             |                         |
| Entering in the second round |                         |                                                     |                                                  |                         |
| Kashima Antlers              | AFC                     | Campió de la Lliga de Campions de la AFC (2018)     | 2a (Prèvia: 2016)                                |                         |
| Espérance de Tunis           | CAF                     | Campió de la Lliga de Campions de la CAF (2018)     | 2a (Prèvia: 2011)                                |                         |
| Guadalajara                  | CONCACAF                | Campió de la Concacaf Lliga Campions (2017-18)      | 1a                                               |                         |
| Entren a la primera ronda    |                         |                                                     |                                                  |                         |
| Team Wellington              | OFC                     | Campió de la Lliga de Campions de la OFC (2018)     | 1a                                               |                         |
| Al-Ain                       | AFC (País organitzador) | Campió de la Lliga Àrab del Golf (2017-18)          | 1a                                               |                         |

## Seus
| Estadi Xeic Zayed                                                              | Estadi Hazza bin Zayed                                       |
| 24° 24′ 57.92″ N, 54° 27′ 12.93″ E / 24.4160889°N,54.4535917°E                 | 24° 14′ 44.14″ N, 55° 42′ 59.7″ E / 24.2455944°N,55.716583°E |
| Capacitat: 43,000                                                              | Capacitat: 22,717                                            |
|                                                                                |                                                              |
| Abu DhabiAl AinCampionat del Món de Clubs de futbol 2018 (Emirats Àrabs Units) |                                                              |

## Partits
|  | Prèvia                  | Prèvia               |                         |                 | Quarts de final      | Quarts de final      |             |             | Semifinals | Semifinals |  |  | Final                   | Final                   |
|  | 12 desembre – Al Ain    |                      |                         |                 |                      |                      |             |             |            |            |  |  |                         |                         |
|  | Al-Ain (p.)             | 3 (4)                |                         |                 | 15 desembre – Al Ain | 15 desembre – Al Ain |             |             |            |            |  |  |                         |                         |
|  | Al-Ain (p.)             | 3 (4)                |                         |                 | 15 desembre – Al Ain | 15 desembre – Al Ain |             |             |            |            |  |  |                         |                         |
|  | Team Wellington         | 3 (3)                |                         |                 | Espérance de Tunis   | 0                    |             |             |            |            |  |  |                         |                         |
|  | Team Wellington         | 3 (3)                | 18 desembre – Al Ain    |                 | Espérance de Tunis   | 0                    |             |             |            |            |  |  |                         |                         |
|  |                         |                      |                         |                 | Al-Ain               | 3                    |             |             |            |            |  |  |                         |                         |
|  | River Plate             | 2 (4)                |                         |                 | Al-Ain               | 3                    |             |             |            |            |  |  |                         |                         |
|  | River Plate             | 2 (4)                |                         |                 |                      |                      |             |             |            |            |  |  |                         |                         |
|  |                         |                      | Al-Ain (p.)             | 2 (5)           |                      |                      |             |             |            |            |  |  |                         |                         |
|  |                         |                      | Al-Ain (p.)             | 2 (5)           |                      |                      |             |             |            |            |  |  |                         |                         |
|  |                         |                      | 22 desembre – Abu Dhabi |                 |                      |                      |             |             |            |            |  |  |                         |                         |
|  |                         |                      |                         |                 |                      |                      |             |             |            |            |  |  |                         |                         |
|  | Al-Ain                  | 1                    |                         |                 |                      |                      |             |             |            |            |  |  |                         |                         |
|  | Al-Ain                  | 1                    | 15 desembre – Al Ain    |                 |                      |                      |             |             |            |            |  |  |                         |                         |
|  |                         | Reial Madrid         | 4                       |                 |                      |                      |             |             |            |            |  |  |                         |                         |
|  |                         |                      | 4                       | Kashima Antlers | 3                    |                      |             |             |            |            |  |  |                         |                         |
|  | 19 desembre – Abu Dhabi |                      |                         | Kashima Antlers | 3                    |                      |             |             |            |            |  |  |                         |                         |
|  |                         | Guadalajara          | 2                       |                 |                      |                      |             |             |            |            |  |  |                         |                         |
|  | Kashima Antlers         | Guadalajara          | 2                       | 1               |                      |                      |             |             |            |            |  |  |                         |                         |
|  | Kashima Antlers         | Cinquè lloc          | Cinquè lloc             | 1               |                      |                      | Tercer lloc | Tercer lloc |            |            |  |  |                         |                         |
|  |                         | Cinquè lloc          | Cinquè lloc             |                 | Reial Madrid         | 3                    | Tercer lloc | Tercer lloc |            |            |  |  |                         |                         |
|  | Espérance de Tunis (p.) | 1 (6)                | Kashima Antlers         | 0               | Reial Madrid         | 3                    |             |             |            |            |  |  |                         |                         |
|  | Espérance de Tunis (p.) | 1 (6)                | Kashima Antlers         | 0               |                      |                      |             |             |            |            |  |  |                         |                         |
|  | Guadalajara             | 1 (5)                | River Plate             | 4               |                      |                      |             |             |            |            |  |  |                         |                         |
|  | Guadalajara             | 1 (5)                | River Plate             | 4               |                      |                      |             |             |            |            |  |  |                         |                         |
|  | 18 desembre – Al Ain    | 18 desembre – Al Ain |                         |                 |                      |                      |             |             |            |            |  |  | 22 desembre – Abu Dhabi | 22 desembre – Abu Dhabi |

|                 |
|                 |
| Campió          |
| Reial Madrid CF |
| 4t títol        |